# E.164
E.164 是一项国际标准（ITU-T 建议书），标题为国际公共电信编号计划，它定义了全球公共交换电话网 (PSTN) 和一些其他数据网络的编号计划。 E.164 定义了国际电话号码的通用格式。符合计划的号码限制为最多 15 位数字，不包括国际电话前缀。 B 方设备上显示的号码通常以加号 ( +) 为前缀，表示该号码包含国家/地区呼叫代码。这是由 B 方订户网络通过通常查看信令消息的 NOA（地址性质）字段来完成的。拨号时，该号码通常必须加上适当的国际电话前缀（代替加号），这是从呼叫始发国内到达国际线路的中继代码。
如 ITU 所述，E.164 通用格式必须仅包含如下拆分的数字： 
- 国家代码（1 到 3 位数字）
- 用户号码（最多 12 位数字）

替代格式（带区号和国家特定号码）可用。 E.164 标准的原始版本和第一次修订的标题是 ISDN 时代的编号计划 

## 编号格式
E.164 建议为国际公共电信中使用的三类电话号码提供了电话号码结构和功能：对于每个类别，它详细说明了编号结构的组成部分和所需的数字分析 呼叫路由成功。 附件 A 提供了有关 E.164 号码结构和功能的附加信息。 附件 B 提供了有关网络标识、服务参数、呼叫 。